# Söderberget
Söderberget este o arie protejată (arie specială de conservare — SAC, sit de importanță comunitară — SCI) din Suedia întinsă pe o suprafață de 25,5 ha, integral pe uscat.

## Localizare
Centrul sitului Söderberget este situat la coordonatele 61°04′35″N 14°15′27″E / 61.0764°N 14.2574°E.

## Înființare
Situl Söderberget a fost declarat sit de importanță comunitară în decembrie 1995 pentru a proteja un număr necunoscut de specii din flora spontană și fauna sălbatică aflate în arealul zonei. Situl a fost protejat și ca arie specială de conservare în martie 2011.

## Biodiversitate
Situată în ecoregiunea boreală, aria protejată conține 2 habitate naturale: Pante stâncoase silicioase cu vegetație casmofită, Taiga vestică.
La baza desemnării sitului se află un număr nedeclarat de specii protejate.